# NGC 2765
NGC 2765 este o galaxie lenticulară situată în constelația Hidra. A fost descoperită în 27 ianuarie 1786 de către William Herschel. Se află la o distanță de 56,23 de megaparseci de Pământ.